# 河原者
河原者（かわらもの）は、中世日本の代表的な被差別民の一種である。河原乞食、河原人とも呼ばれる。

## 河原者の活動
平安時代の『左経記』長和5年（1016年）正月2日の記述から、当時、死んだ牛の皮革を剥ぐ「河原人」がいたことが知られる。これが史料上の初出である。
曹洞宗所伝の『河原根本之切紙』には須菩提が輪廻して犬となり、その淫水が石榴花にふりかかって、そこから生まれたのが河原者の先祖であると記されている。河原者の出自由来を人間にあらざる動植物に求め、それ故に形は人間であっても人間とは見なされないという根拠を示している。
室町時代に入ると河原者の多様な活動が記録に表れるようになる。彼らの生業は屠畜や皮革加工で、河原やその周辺に居住していたため河原者と呼ばれた。当時は屠畜業者と皮革業者は未分化であった。河原に居住した理由は、河原が無税だったからという説と、皮革加工には大量の水が必要だからだという説がある。それ以外にも、河原者は井戸掘り、芸能（能役者、歌舞伎役者：中世にはない）、行商、造園業などにも従事していた。
河原者の中には田畑を所有し、農耕を行った例もある。

### 善阿弥
河原者の中で最も著名なのが、室町幕府の8代将軍・足利義政に仕えた庭師の善阿弥で、銀閣寺の庭園は彼の子と孫による作品である。その他、京都の中世以降の石庭の多くは河原者（御庭者）の作である。

## 河原者のその後
近世初頭、豊臣政権や徳川幕府によって固定的な被差別身分が編成された際に、河原者はその中に組み込まれたと言われる。

## 現代語の用法
現代語の「河原乞食」は、俳優などの芸能人が自らを嘲る呼称や、芸能人を蔑む呼称となっている。東野圭吾の小説『手紙』でも、中卒の兄（肉体労働者・犯罪者）を持っている主人公（小説版のミュージシャン、映画版のお笑い芸人）が富裕層から差別される場面が重点的に描かれており、芸能人が差別や軽侮の対象であることが暗示的に描写されている。

## 論争
中世の被差別民は一般的に非人と称されたが、河原者がその中に含まれるかどうかについて、論争が行われている。
近年、中世の河原者の居住地と、近世の被差別民の居住地が重なる例が京都や奈良を中心に報告され、部落の起源論争の大きな焦点となっている。これを理由に、部落の中世起源説を支持する人々もいる。